# 靴
靴（くつ）とは、足を包む形の履物の一種。日本では中世以降ほとんど「靴」という語が使われなかったため、現代では靴と書けば西洋靴を意味することが多い。しかし日本の伝統的な"くつ"もある。ただしその意味では履や沓と書いて区別することが通常。
靴は基本的に靴底を備えており、靴下、足袋のような、1枚布もしくはそれに似た構造のものは靴に含めない。地下足袋も、足袋の範疇に含め靴に含めないことが多い。

## 歴史

### 古代

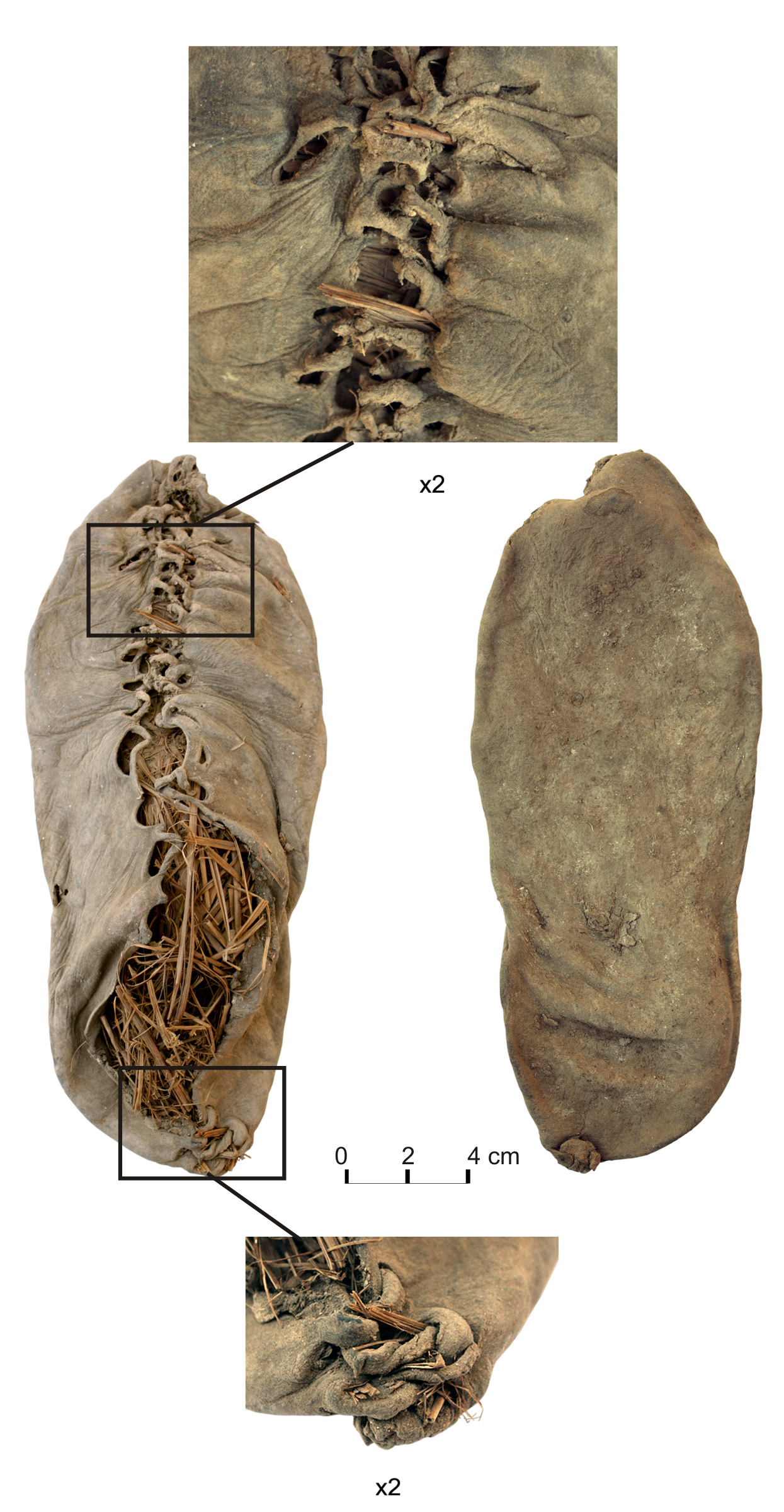
アルメニアで発見された、約5500年前の世界最古の革靴

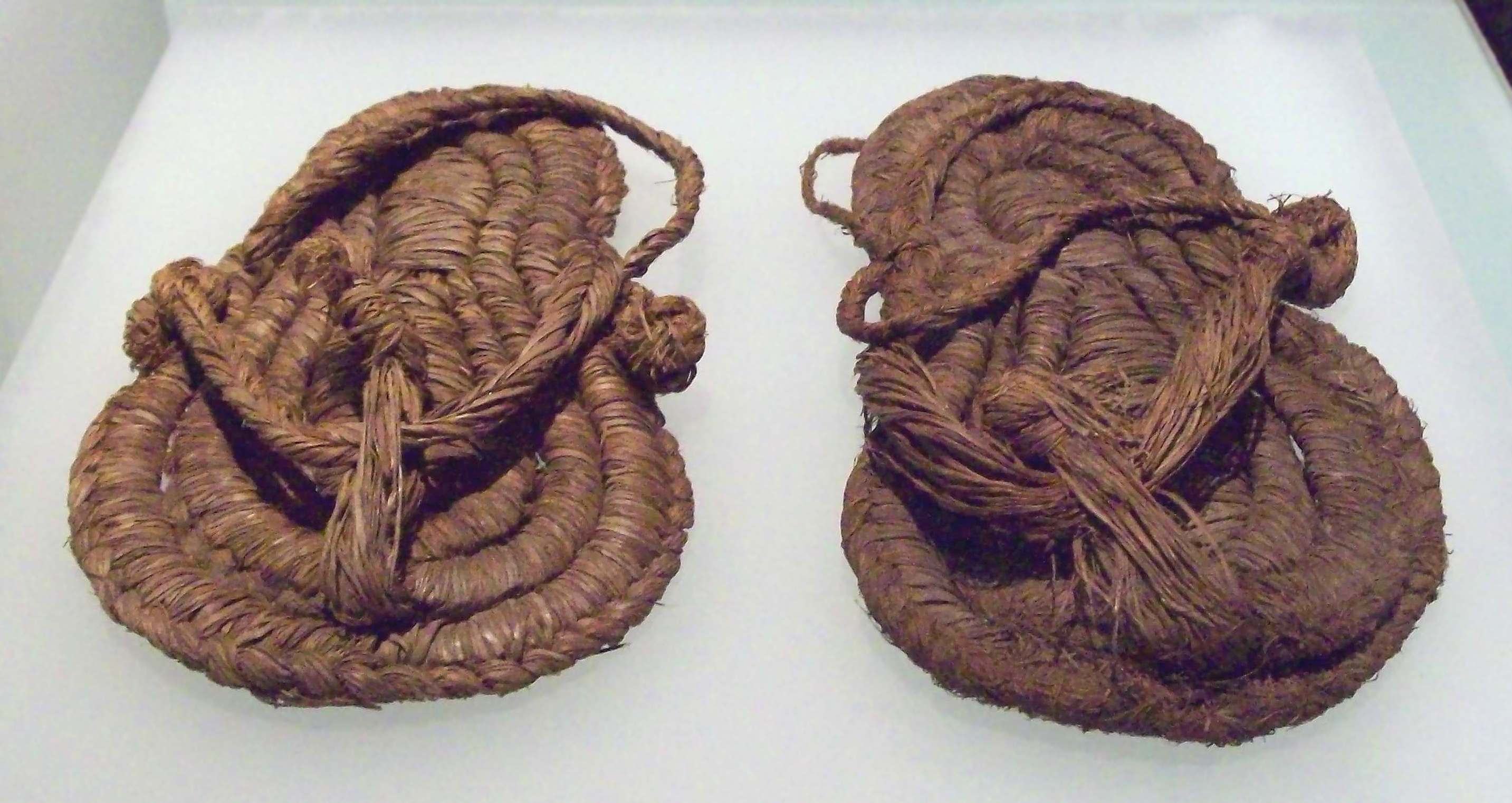
スペインで発見された紀元前6000年～5000年頃のEspartoサンダル

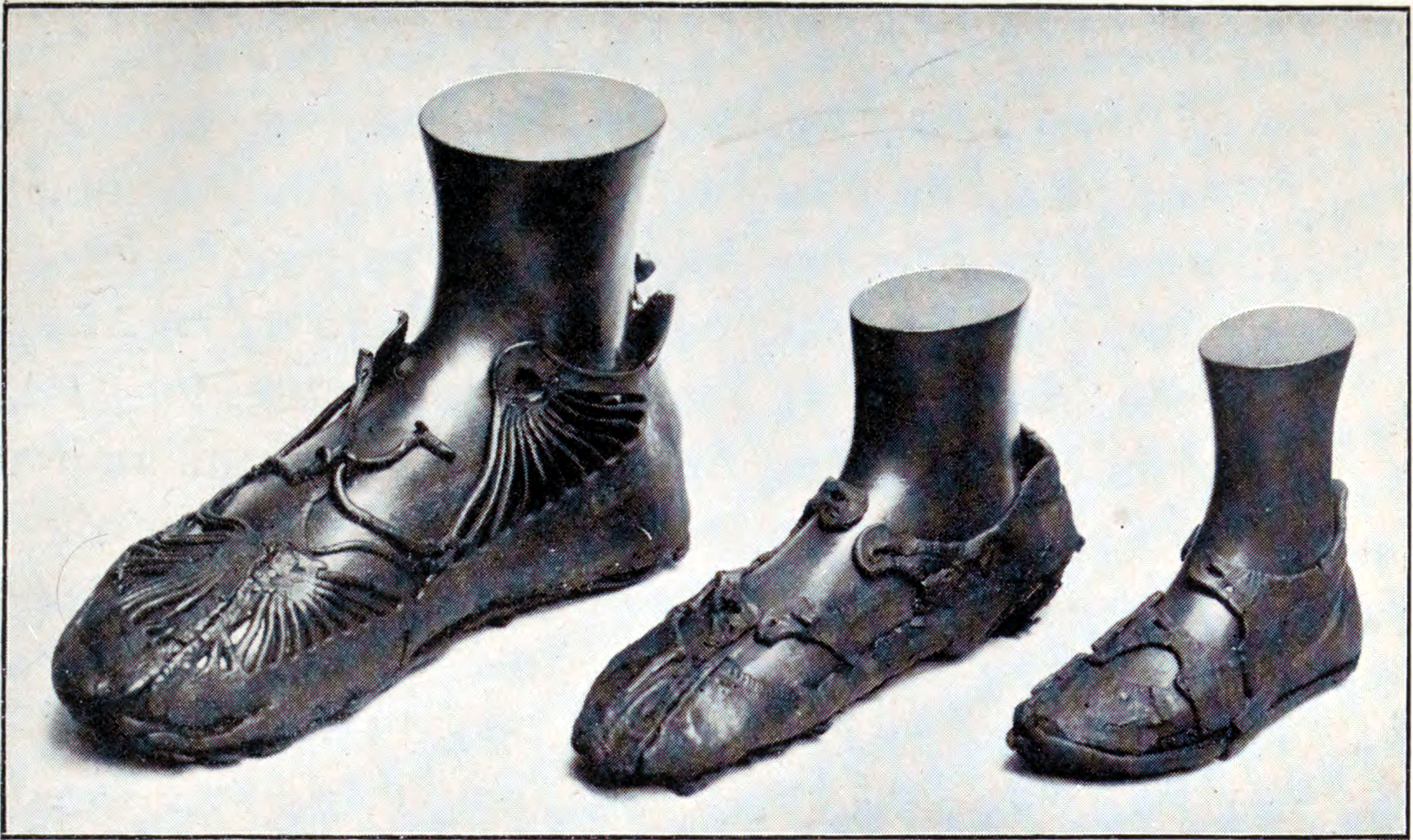
ローマの靴:男性用、女性用、子供用の靴。スコットランドのローマのバーヒル砦で発見

これまでに発見された世界最古の靴は1938年に米国オレゴン州のフォートロック洞窟にあったもので、紀元前7000年頃にヨモギの樹皮で作られたサンダルである。世界最古の革靴は2008年にアルメニアのアレニ1複合洞窟で発見されたもので、1枚の牛革から作られ、前から後ろに革の紐で結んであり、紀元前3500年頃に作られたものと見られている。アイスマンのエッツィが履いていた靴は紀元前3300年頃の物で、底は茶色い熊の革、縁は鹿の革でできており、足に固定するために樹皮の網が付いていた。ヨトゥンヘイムの靴は2006年に発見されたもので、紀元前1800～1100年頃に作られたと見られており、スカンジナビア半島で最も古い衣類とされている。
靴はさらにもっと古くから使われていたものと考えられているが、腐敗しやすい材料が使われていたため、最初期の靴に関する証拠を見つけることは困難である。足の小指の骨は4万年から2万6千年頃から小さくなっていることが調査により観察できる。考古学者らは靴を履くことにより骨の成長が阻害され、つま先が短くて細くなる要因になったものと考えている。初期の靴は非常にシンプルで、石や破片や寒さから足を守るための革でできた足用の袋に過ぎなかった。
北米の先住民の多くはモカシンと呼ばれる靴を履いていた。これらは柔らかい靴底のぴったりとした靴で、主にバイソンの革で作られていた。モカシンの多くはビーズなどにより装飾が施された。モカシンには防水性がなく、雨の日や暑い季節にはネイティブアメリカンの多くが裸足で行動していた。
文明の発達と共に初期の紐サンダルが現れた。この習慣は紀元前4000年頃の古代エジプトの壁画に遡ることができる。パピルスで作られた紐サンダルがヨーロッパで発見されており、放射性炭素年代測定により1500年前に作られたものと見られている。またエルサレムでも1世紀頃に履いていた。紐サンダルは様々な文明で様々な材料により作られた。古代エジプトではパピルスやヤシの木の葉でサンダルを作った。アフリカのマサイ族は生皮で制作した。インドでは木で制作した。中国や日本では藁で作られた。南米ではサイザルアサの葉で作られ、メキシコの先住民はユッカの葉で作った。
日本では、正倉院御物として、奈良時代の室内用靴「繍線鞋」（ぬいのせんがい）が現存している。
紐サンダルが広く普及していた時代、古代エジプト人、ヒンドゥー教徒、古代ギリシア人らは履物を必要とすることがあまりなく、ほとんどの場合において裸足が好まれた。一部の古代エジプト人やヒンドゥー教徒は、今日ではクレオパトラの俗称で知られる、底がなく足の保護に全くならないような装飾用の履物を使用した。古代ギリシャ人は履物を、甘えであり、格好悪く、不必要なものと考えていた。靴は主に劇場で役者が伸長を高く見せるために使われ、一般人の多くは裸足を好んだ 。古代オリンピックでは選手らは裸足に全裸の姿で参加した。神々や勇者らは主に裸足で描写され、重装歩兵は裸足で戦い、アレクサンドロス大王は裸足の兵士を従えて巨大な帝国を作り上げた。古代ギリシャのマラソンランナーは裸足で走ったと考えれている。世界で最初のマラソンランナーであるピリッピデスはアテネからスパルタまで36時間弱で走破した。マラトンでの戦いに勝利したニュースを伝えるためにアテネまでまっすぐ走った。

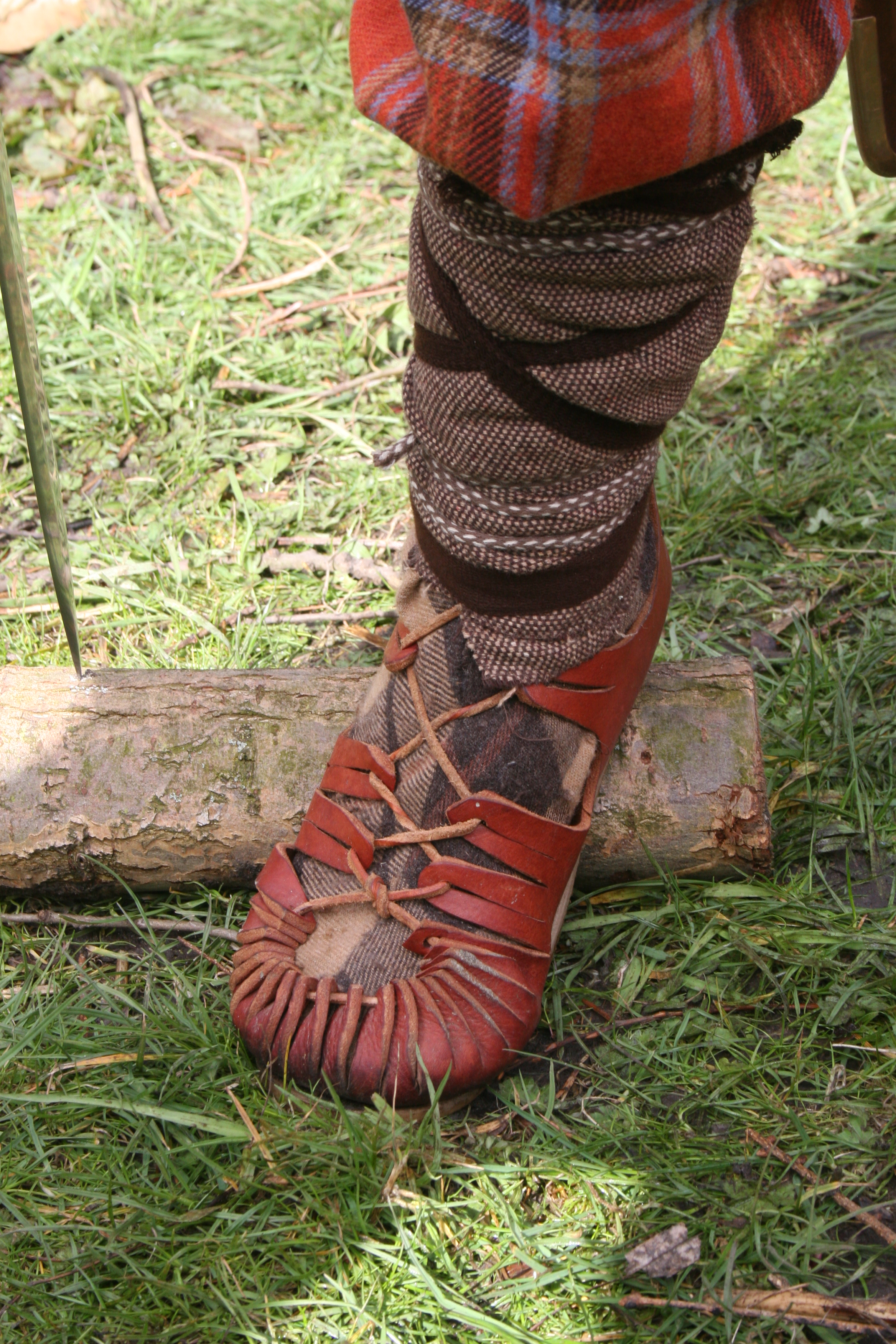
ローマ兵士の履物(復元)

ギリシャを制覇したローマは様々な文化を吸収したが、ギリシャの靴や衣服は吸収しなかった。ローマの服は力の象徴であり、奴隷や貧民は裸足で生活していたが、履物は市民の必需品と考えられていた。ローマ兵士にはchiralと呼ばれる左右の形が同じではない靴が支給された。聖書には靴への言及がある。

### 中世から近代まで
中世のピレネー山脈ではエスパドリーユがカジュアルな靴として一般に使われた。これは黄麻で編んだ靴底に布製のアッパーを被せたもので、足首を縛る布製の紐が付いていることが多かった。この名前はフランス語のエスパート草から来ている。この靴は13世紀初頭にスペインのカタルーニャ地方から広まり、この地区の農村で農民が主に着用していた。

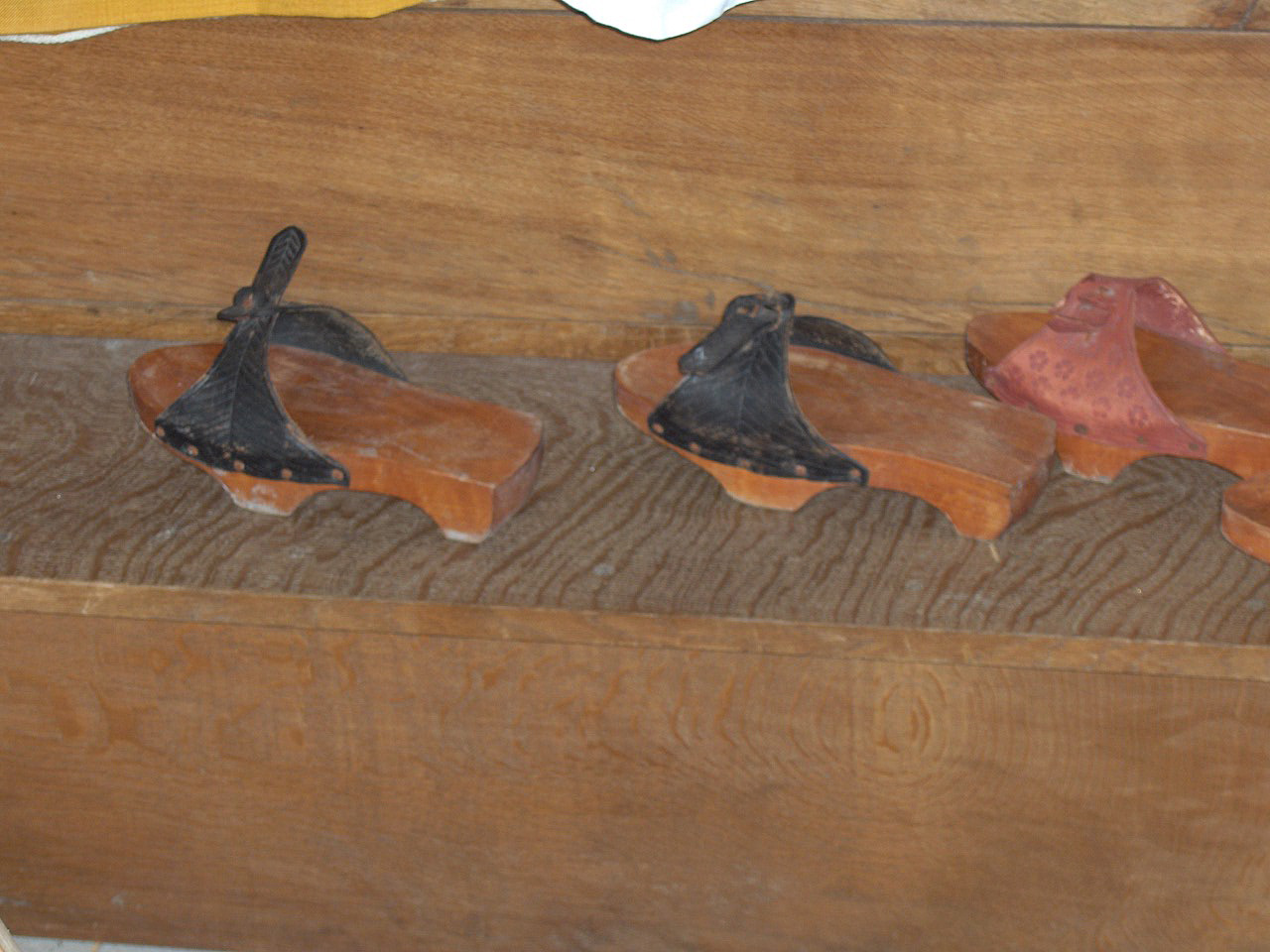
ダッチ・パターン(1465年頃)。ベルギーのオーステンデ近くにあるWalraversijde遺跡から発掘された

中世に作られた靴の多くは、革の内側を外に向けたアッパーを底に繋ぎ、端を縫って接続する回転靴製法で制作された。一部の靴は足の周りの革を絞めつけてうまくフィットさせるためにトグルのフラップやドローストリングを付ける形で制作された。現存する中世の靴の多くは左右対称で足にしっかりフィットする形になっていた。1500年頃になると回転靴製法は、固い靴底へ縫い付けてアッパーが裏返らなくなったウェルテッド・ランド製法に置き換わった。回転靴製法は現代でもダンス用など一部の特殊な靴に使われている。
15世紀になるとヨーロッパではパッテンが男女の間で流行した。これは現代のハイヒールの祖先と見られている。一方で貧民や下級市民、新天地から連れてきた奴隷などは裸足だった。15世紀中頃のヨーロッパでクラコーが流行した。この名前はポーランドの首都クラクフが起源だと考えられていたために付けられた。polaineと呼ばれる長いつま先があるのが特徴で、クジラのヒゲで支えられ、歩くのに邪魔になるため膝に結び付けていたとの説もある。また15世紀のトルコで18～20cm程の高さのショパンが作られた。これらの靴はヴェネツィアをはじめとするヨーロッパ中で富や権力を示すステータスシンボルとして人気が高まった。16世紀中にカトリーヌ・ド・メディシスやメアリー1世といった王族が背を高く見せるためにヒールの高い靴を着用し始めた。1580年頃には男性たちも着用し、権力者や富裕層たちはこの靴をwell-heeled(裕福系)と呼んだ。
最終的に底付け製法の近代的な靴が発明された。17世紀からはほとんどの革靴が底付け製法になった。この製法は今日でもフォーマルシューズの基本となっている。1800年頃までは左右を区別しない形でのウェルト・ランド製法が主流だった。このような靴は今日ではストレートと呼ばれる。右用と左用の靴を区別する製法はあまり一般的にならなかった。

### 産業革命以降

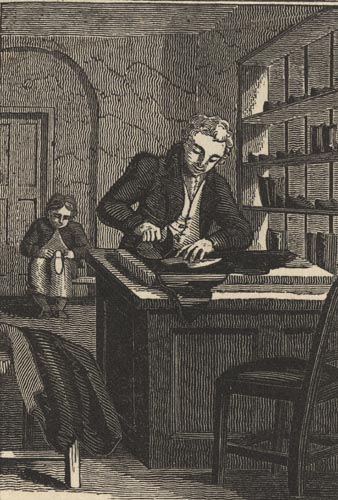
グルジア時代の靴職人 The Book of English Trades(1821)より

18世紀中旬になると製靴業界は問屋制家内工業として広く商業化された。地域の小さな製靴企業によって製造された靴が大きな 倉庫に集められるようになった。
19世紀までは製靴は伝統工芸だったが、19世紀の末頃になると工程のほぼ全てが機械化され、大きな工場で生産されるようになった。大量生産による経済的効率性の高さにもかかわらず、工場で製造された靴は靴職人が製造した靴と見分けがつかなかった。
機械化への第1歩はナポレオン戦争中にエンジニアのマーク・イザムバード・ブルネルが踏み出した。彼はイギリス陸軍の兵士が使うブーツを大量に生産するために製造機を開発した。1812年にアッパーと靴底を金属のピンや釘で固定する装置を考案した。ヨーク公爵の支援を受けて靴が製造され、その頑丈さと耐久性の高さと安さが評価されて陸軍で用いられた。同年にリチャード・ウッドマンがネジやステープラーを用いた手法の特許を取得した。バタシーにある工場を訪問したリチャード・フィリップス卿はブルネルの製造システムを次のように評している。

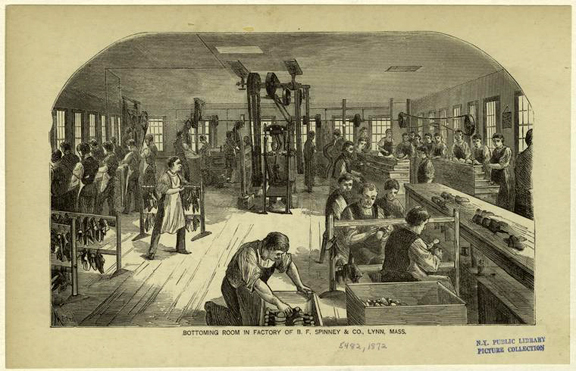
19世紀後半には製靴産業は機械化されて工場で作られるようになった。リンにあるB. F. Spinney & Co.の工場の心臓部(1872)

靴工場の別の建物に案内されると、この建物も同様にとても工夫が凝らされており、ピン工場のような高度なレベルでの分業が実現されていた。全ての工程が美しく正確に効率化されていた。靴は25個の工程に分けて作られ、丈夫で完成度の高い靴を1日に100足製造している。全ての工程は機械の巧妙な働きによって処理され、全てのパーツは高い精度で均一かつ正確に製作される。作業員は1つの工程に専念するため、勉強したり教えたりする必要がなく、本職の職人でなくてもよいため、数時間の研修を受けることが可能であれば負傷した兵士などでもよいという事を意味している。政府への納入品は1足当たり6シリング6ペンスの契約となっているが、これは過去に購入されていた、比べ物にもならない粗悪品より、少なくとも2シリング安い。
しかし1815年に戦争が終了すると労働力が余って賃金が安くなり、また軍需による靴の需要もなくなったため、工場で大量生産する意味が無くなってしまい事業を畳むことになった。
クリミア戦争の時にも似たような現象が起こり、機械化による大量生産に対する需要が再び高まり、今回はそれが長く続いた。レスターの靴職人であるトーマス・クリックが1853年に新しい製造機の設計で特許を取得した。この製造機では金属のリベットを靴底へ打ち込むのに金属の板を用いた。この工程は製造効率を大幅に高めた。1850年代中頃には皮をなめしたりカットするのに蒸気機関を導入した。

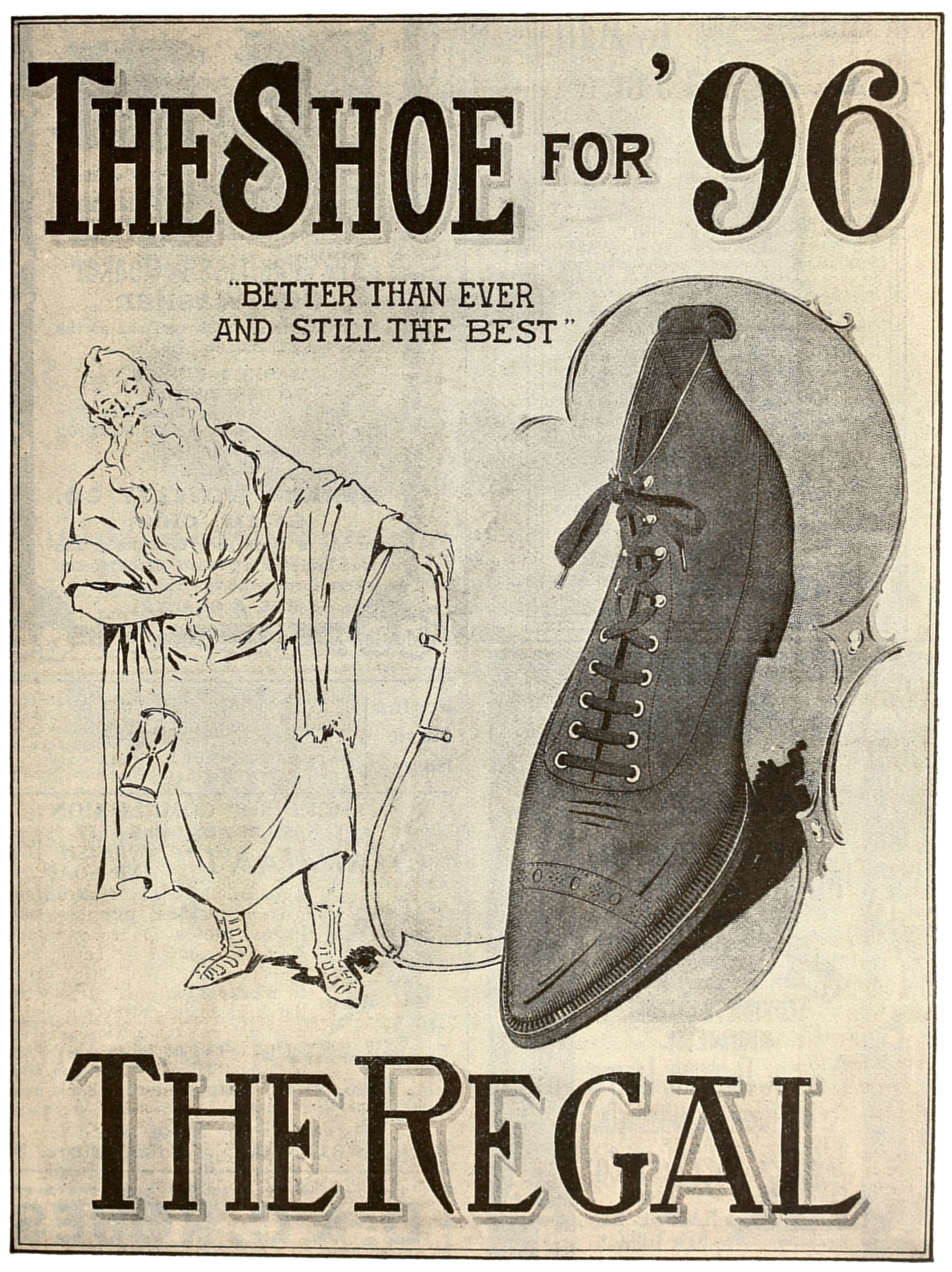
1896年にMcClure'sへ掲載したThe Regalの広告

1846年にミシンが発明され、製靴の新たな機械化手法として広まった。1850年代後半頃には主にアメリカとヨーロッパで製靴業界の近代化シフトが起きた。1856年にアメリカ人のライマン・ブレイクが靴用のミシンを発明し、1864年に完成形となった。McKayと提携し、McKayのミシンとして知られるようになり、ニューイングランド全体に瞬く間に広まった。これらの発明により製造工程におけるボトルネックが解消され、さらにペグ打ちや仕上げなど多くの工程が次々に自動化されていった。
マサチューセッツ州ローウェルに住むハンフリー・オサリバンが1899年1月24日にゴム底のブーツや靴に関する特許を取得した。
20世紀中頃までには素材がゴム、樹脂、合成布などへ進化し、また接着剤を用いた技術が向上したことにより、これまでの伝統とは全く異なる製法が可能になった。かつては主要な材料であった革は、高価でフォーマルな靴では現在も使われているものの、運動靴ではほとんど又は全く使われなくなった。手縫いで丁寧に仕上げられていた靴底は現在では機械で縫製されるか又は接着されるようになった。ゴムや合成樹脂などの新素材で作られている多くの靴は腐食せず、土に返りにくくなった。大量生産された靴は埋め立て処分場で土にかえるまで1000年を要すると見積もられている。2000年後期にはナイキなどの一部の企業が問題を認識し、生分解性のある素材を用いた靴を製造するようになった。
2007年の時点で世界の靴業界のマーケットシェアは1074億米ドルで、2012年末に1229億米ドルになると予想されている。63%が中国で製造されており、世界の靴の輸出の40.5%、売り上げ総額の55%を占めている。一方で高価格帯の市場はヨーロッパがほぼ独占している。

## 靴の構造

靴の部位

### 履き口
足を差し入れる部分を履き口という。履き口には装飾付きのもある。

#### 履き口の高さ
- ローカット
  - ローファーや紐無しの靴に多い
- オックスフォード
  - 紐ありの靴に多い、正装に用いる。
- ハイライザー
  - 紐ありの靴に多い、正装に用いる。

### 靴紐
- 丸紐（丸紐の方がやや改まった物になるが、紐が解けやすく靴に合うのが難しい）
  - 蝋引
    - 蝋やシリコン樹脂で覆われた紐、耐久性を重視した作りが多い。

  - 石目（編み紐）
    - 編んだ紐、伸縮性に優れている。

  - ガス引き（ガス紐）
    - 結びやすくできているものが多い。
- 平紐（平紐はややカジュアルになるが、紐が解けにくく靴に合いやすい）
  - ガス引き（ガス紐）
  - 石目（編み紐）
    - スニーカーやワークブーツに使われることが多い。
- アグレット - 靴紐の両端についている小さな覆いの部品で、プラスチック製や金属製のものが存在する。

なお、靴紐の両端はアグレットに加工されていることが多い。

#### 靴紐の結び方
- シングル
  - フォーマルやビジネスに用いる結び方、片方だけを締め付ける。
- パラレル
  - フォーマルやビジネスに用いる結び方、両側を締め付ける。
- オーバーラップ
  - スニーカーなどに用いる結び方、締めにくいが緩みにくい。足高の人にも合いやすい。
- アンダーラップ
  - スニーカーなどに用いる結び方、締めやすいが緩みやすい。靴と足が合いやすい。

### 鳩目（アイレット、小穴）
紐靴において紐靴を通すための穴で、一般的な既製品では5個が多い。
鳩目の数と靴紐の長さ
- 鳩目の数が2対	約50cm - 60cm
- 鳩目の数が3対	約55cm - 65cm
- 鳩目の数が4対	約60cm - 70cm
- 鳩目の数が5対	約65cm - 75cm
- 鳩目の数が6対	約70cm - 80cm

靴紐が鳩目の先端から約20cm - 25cm位出ている状態を選ぶこと。靴紐は木綿や絹・ナイロン・ポリエステル・アクリル繊維が用いられている。

### 靴底
靴底は滑り止めとなっているものが多い。スパイク金具付きのものもある（スパイクシューズ）。

#### 靴底の厚さ
- シングルソール
  - 靴底を1枚で構成したもの。3mm - 6mm辺りの厚さ。
- ダブルソール
  - 靴底を2枚で構成したもの。丈夫で水に強いが、重く馴染みが遅く爪先が減りやすい。
- ハーフミッドソール
  - 前面（土踏まずより前）だけ2枚の革で構成したもの。
- トリプルソール
  - 靴底を3枚で構成したもの。一番丈夫だが重い。

### 中敷き
中敷きとは、緩衝を目的とする靴の部品。防臭等の機能を付加したものもある。

### 踵
短靴にはヒールのあるものとないものがある。

#### 踵の高さ
- ハイヒール（高さが約6〜7cm以上のもの[36]）
- ミディアムヒール （中ヒール、高さが約3〜7cm程度のもの[36]）
- ローヒール（高さが約3cm以下のもの[36]）
- カッターシューズ （特に1 - 2cm前後のもの）

#### 踵の形状
- ピンヒール （ピンのように細い踵。別名はスティレットヒール）
- スパイクヒール （底の面積が非常に小さい靴）
- キトンヒール

### 縫い目
- 内縫い
  - 縫い目が目立た無いので正装にも用いられる。
- 外縫い
  - 縫い目が見えるのでビジネスからカジュアルに用いられる。

### その他
- ブートストラップ - 靴のかかとにあって、何かに引っかける用のストラップ。

## 靴の種類

### 形状による分類
くるぶし（踝）が見える程度の丈のものを短靴といい、それよりも丈の長いものを長靴という。それぞれシューズ (shoes) とブーツ (boots)として分類されることもある。ただしアメリカでは、ブーツをシューズに含めることがある。その場合、短靴を特にローシューズ (low shoes) という。
かかと（踵）の部分が開放あるいはストラップのみのものはサンダルに分類され、さらに用途も考慮し室内用のものであればスリッパに分類される。

### 素材別の分類

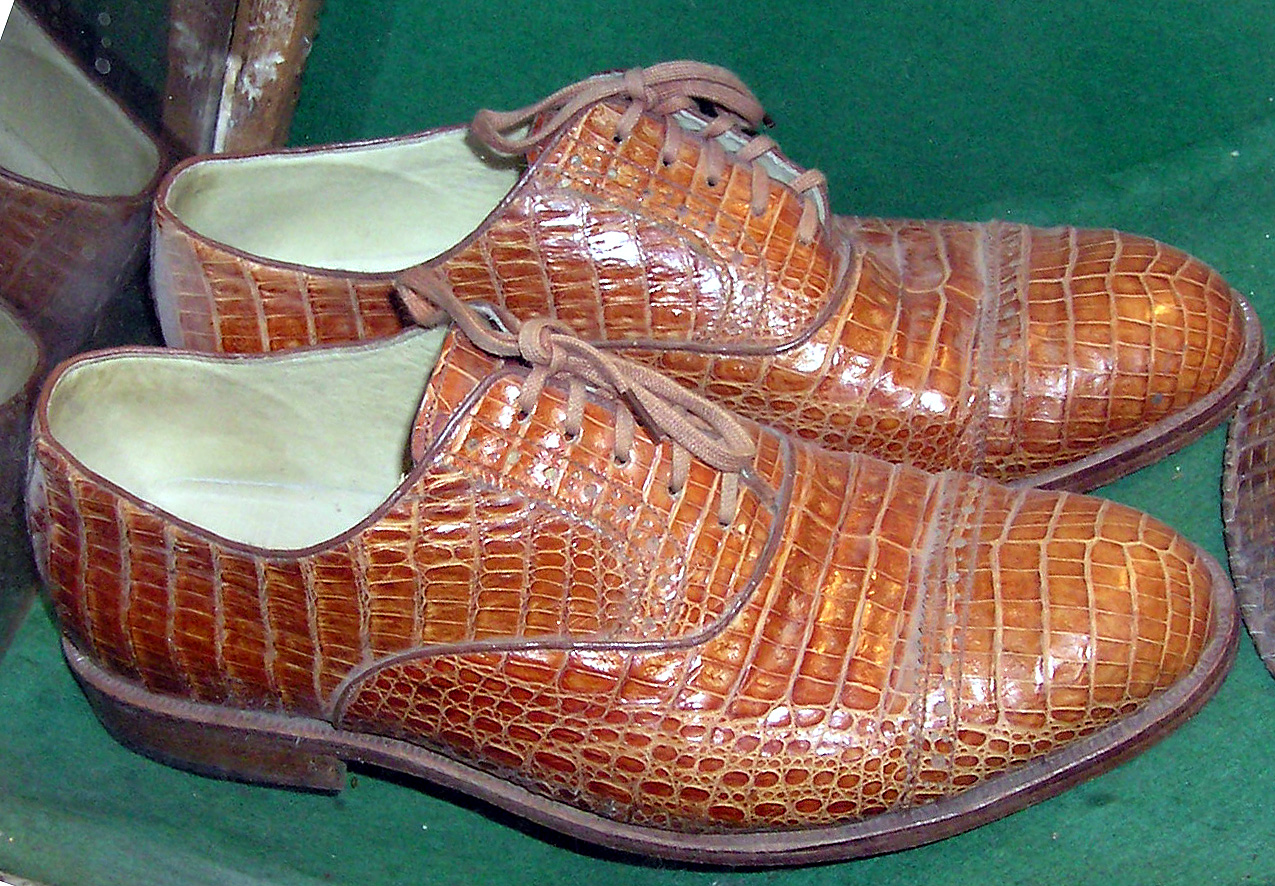
ワニ（クロコダイル）皮の男ものの靴

- 木靴
- 革靴[37] - 通常はまず本革靴（本物の動物由来の皮革の靴）と人工皮革靴（合皮靴[38]）に大別される。
  - 本革靴
    - ガラスレザー
    - エナメルレザー
    - スエード

  - 合皮靴（合成皮革の靴） -人工皮革（人造皮革）の靴。外見を本革靴に似せたもので、素材が安いので安価に販売されるが、耐久性が本革靴と比べて著しく低く、本革とは異なり蒸気や汗を吸収して発散させることができず、足が蒸れる。

革靴には、形状やデザインによる分類を組み合わせたローファー、オックスフォードシューズ、ブローグシューズなどの細分類もある。それらの主流は本革によるものだが、一部に合成皮革のものもある。
- 布靴 - 布を素材として使う靴。布の種類は様々で、主に綿布、合成繊維の布などだが、近年は多様な繊維の布の靴がある。
  - ズック靴 - もともと麻布や帆布の靴を意味している。
- ゴム靴
- プラスチック靴 - プラスチックの靴。
- 前ゴムシューズ
- 草鞋 - イグサなど

他にも、パナマ草等が使われる。

### 用途別の分類
- ビジネスシューズ - ビジネスやフォーマルな場面で着用される靴[39]。革靴である。
- カジュアルシューズ - ビジネスシューズと対比されている分類名であり、ビジネスやフォーマルな場面以外で履く靴[40]。カジュアルな場面で履く靴であり、カジュアルウェア、日常着を着ている場面で履く靴。素材は布、革などさまざま。
- スポーツシューズ（運動靴） - 身体運動をする際に履く靴。スポーツシューズでありながら日常的に履かれカジュアルシューズとしても扱われるスニーカーやジョギングシューズのほか、日常では履かれずスポーツの競技中にのみ履かれる専用靴が多種ある（スポーツシューズの細かい分類は#スポーツ専用靴の節で解説）
- 雨靴 -  雨天に履く靴。
- 長靴
- ガロッシュ：防水・防寒・防汚用　靴の上に履く靴
- スノーシュー - 積雪した場所で履く靴。
  - かんじき
  - 綱貫
  - 雪沓
- 安全靴 - つま先を靴内側の金属で保護し、滑り止めを備える靴で、主に建設現場や工場など足に危険が及ぶ可能性のある場所で使用される。
- 静電靴、静電気帯電防止靴： 身体が静電気に帯電することを防止するための靴であり、JIS T 8103:2010準拠の靴であり[41]
- 地下足袋
- 半長靴
- デッキシューズ - 靴底のゴムが、海水に濡れがちなデッキ（甲板）で滑りにくい模様で、なおかつデッキの柔らかい木材を傷つけない柔らかさで、靴上部は濡れて革が伸びても周囲にぐるりと回された革紐を締めれば脱げない。背が低く、排水穴も備え、セーリングに向いており、もともとはヨット競技などで多用されたが、今では夏のカジュアルシューズとしてカジュアル服ショップなどでも販売される。
- マリンブーツ - マリンシューズ、ウォータースポーツブーツ、ヨットブーツ、セーリングブーツ、ダイビングブーツ、ジェットブーツ、ジェットシューズなど、マリンスポーツ用ブーツの総称
- 乗馬靴[37] -  乗馬用の靴
  - ジョッパーブーツ
  - カウボーイブーツ
- ハンティングブーツ - 狩猟用の靴
- 自転車用ビンディングシューズ - ビンディングという留金を備えたペダルと組み合わせて使う靴。脚を上げる時にもペダルに力を伝えられ、トルクが上がり、高速で走れ、坂の登りにも強くなる。
- バイク用靴（ライディングブーツ、ライディングシューズ） - オートバイの運転（ライディング）のために工夫されたブーツやシューズ。
- 自動車用靴（ドライビングブーツ） - 自動車の運転用の靴。特に自動車レースで使われる。
- 軍靴（ぐんか） -  主に兵士が履く靴のこと。短靴（たんか）や半長靴（はんちょうか）もある。
- 室内履き - 室内で履かれるもの[36]。

#### スポーツ専用靴
スポーツ用途の靴はスポーツ専用靴に分類される。
- 運動靴
- バレーボール靴[37]
- バスケット靴[37]
- テニス靴[37]（テニスシューズ）
- ボウリング靴[37]
- ヨット靴[37]
- ゲートボール靴[37]
- 体操靴[37]
- アイススケート靴[37]
- ローラースケート靴[37]
- スキー靴[37]
- 登山靴[37]
  - チロリアンシューズ
  - トレッキングシューズ
- ダンス靴[37]（ダンスシューズ）

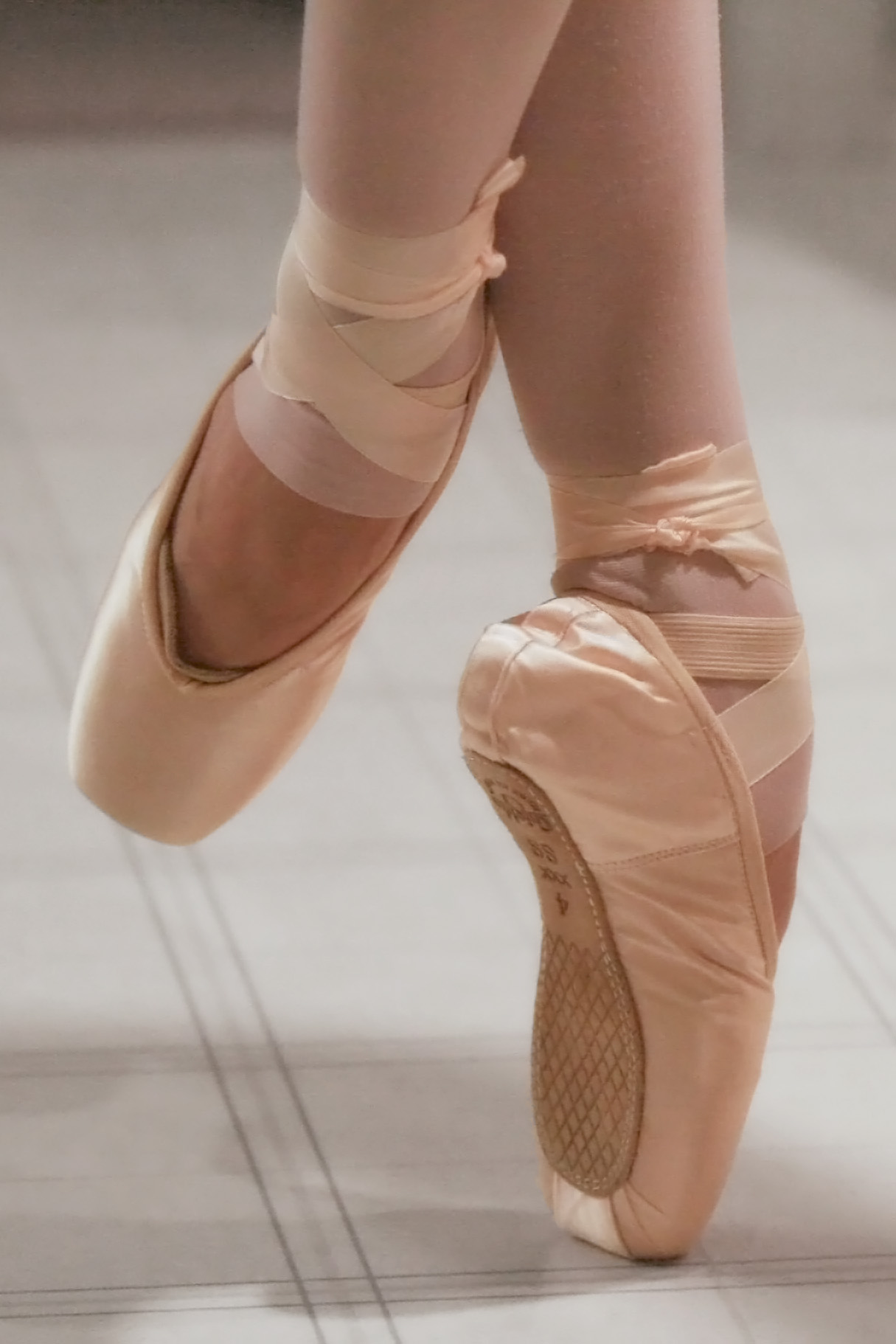
トウシューズ
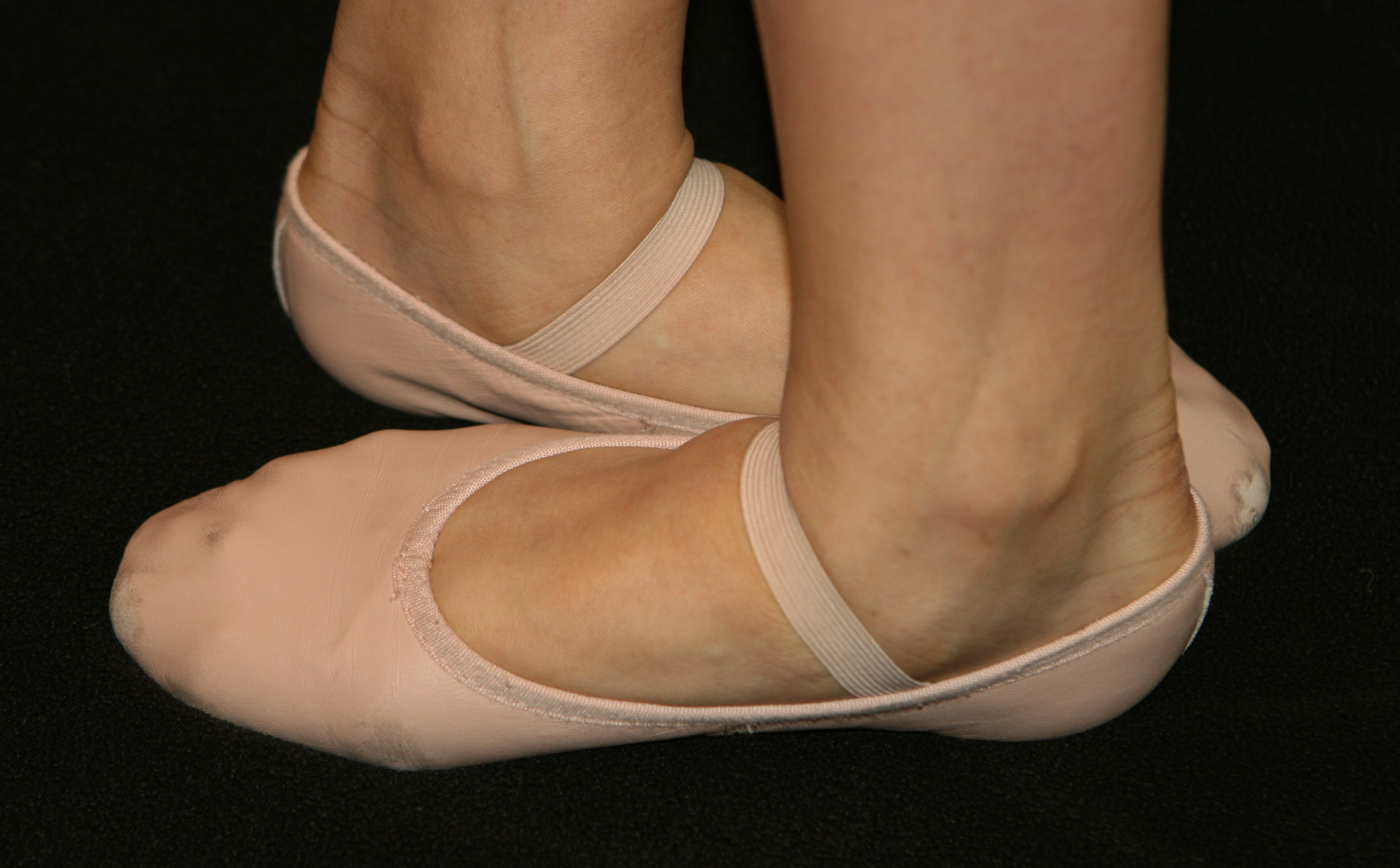
バレエシューズ
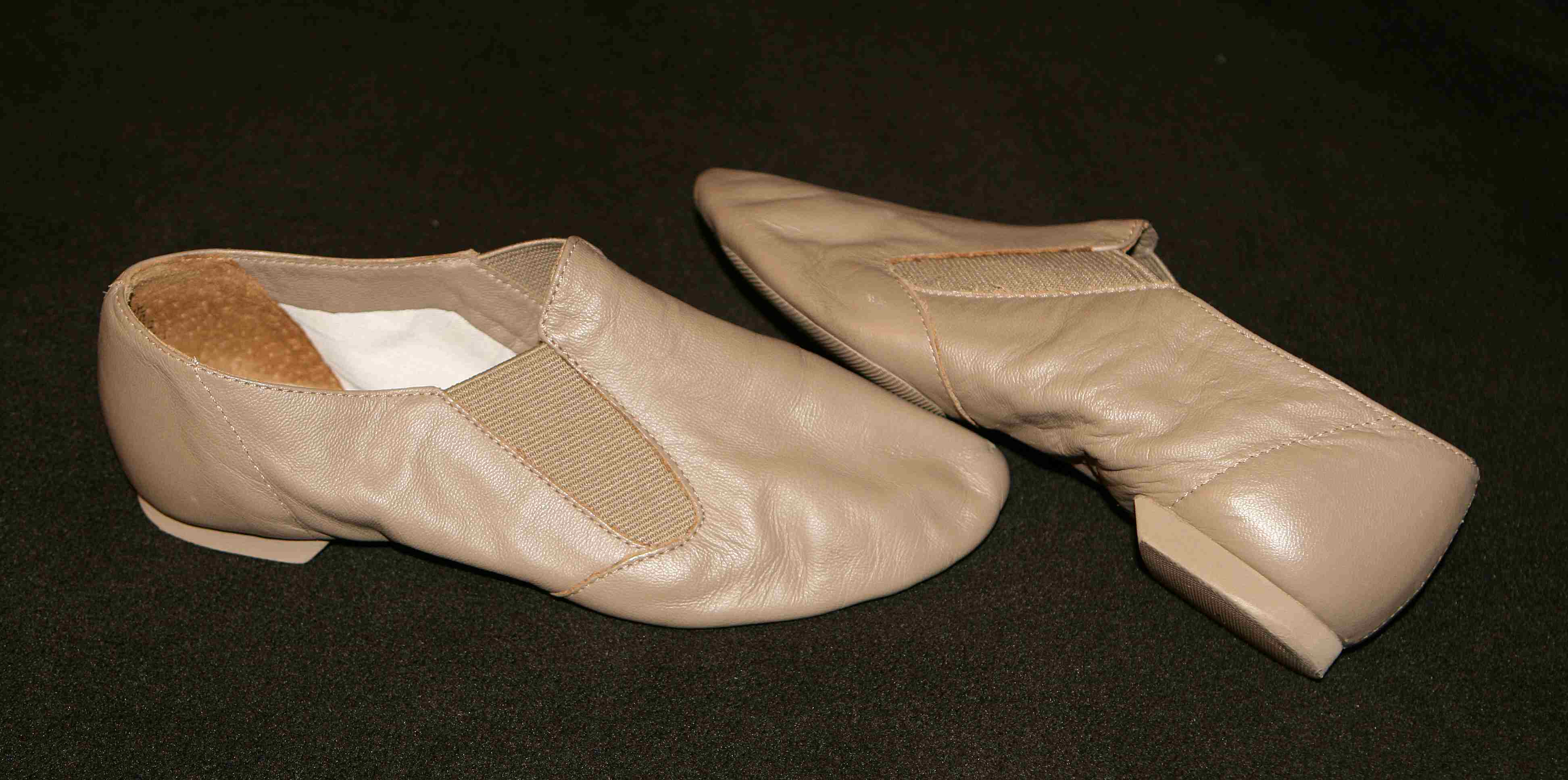
ジャズシューズ（英語版）
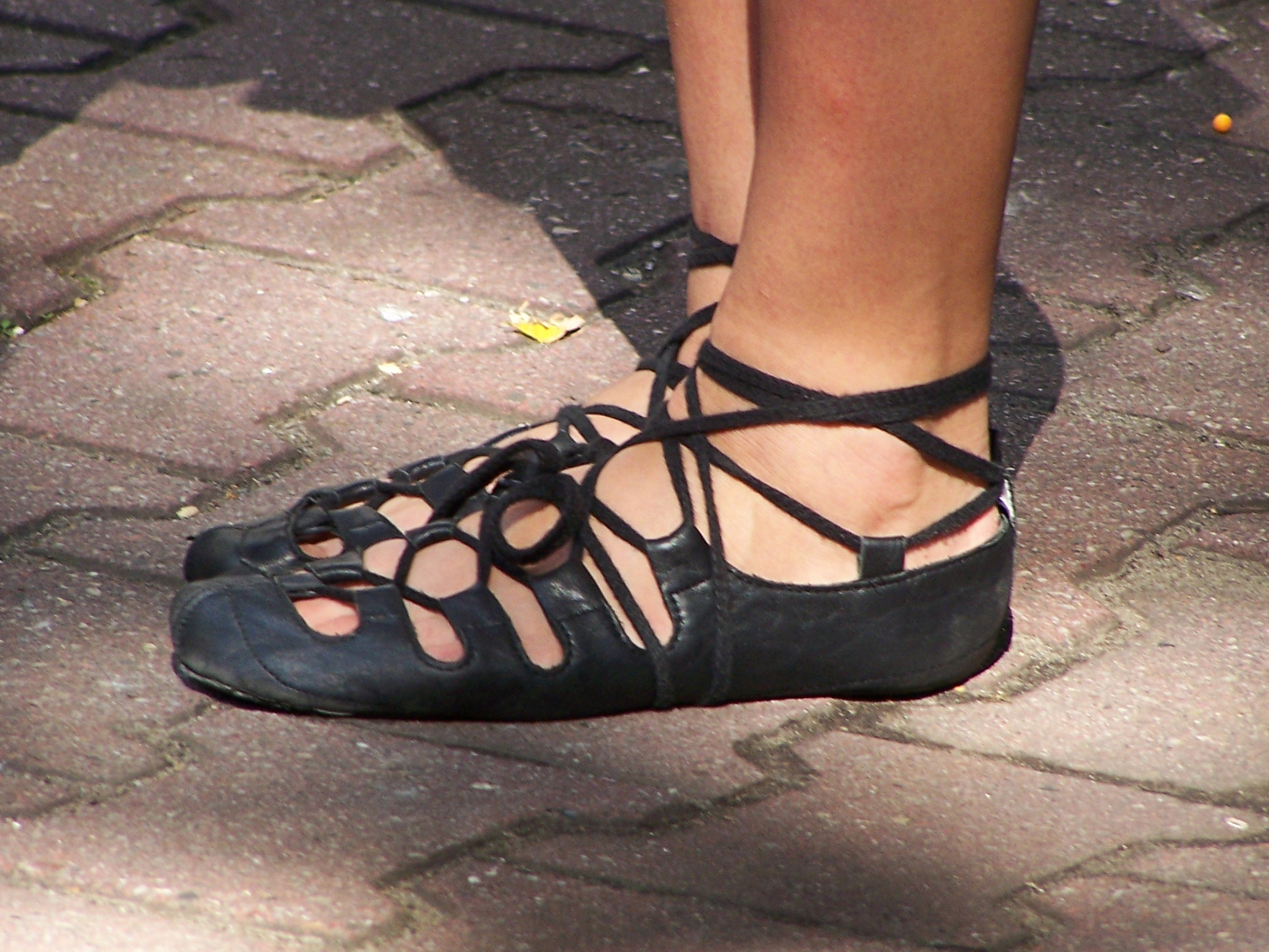
ギリー
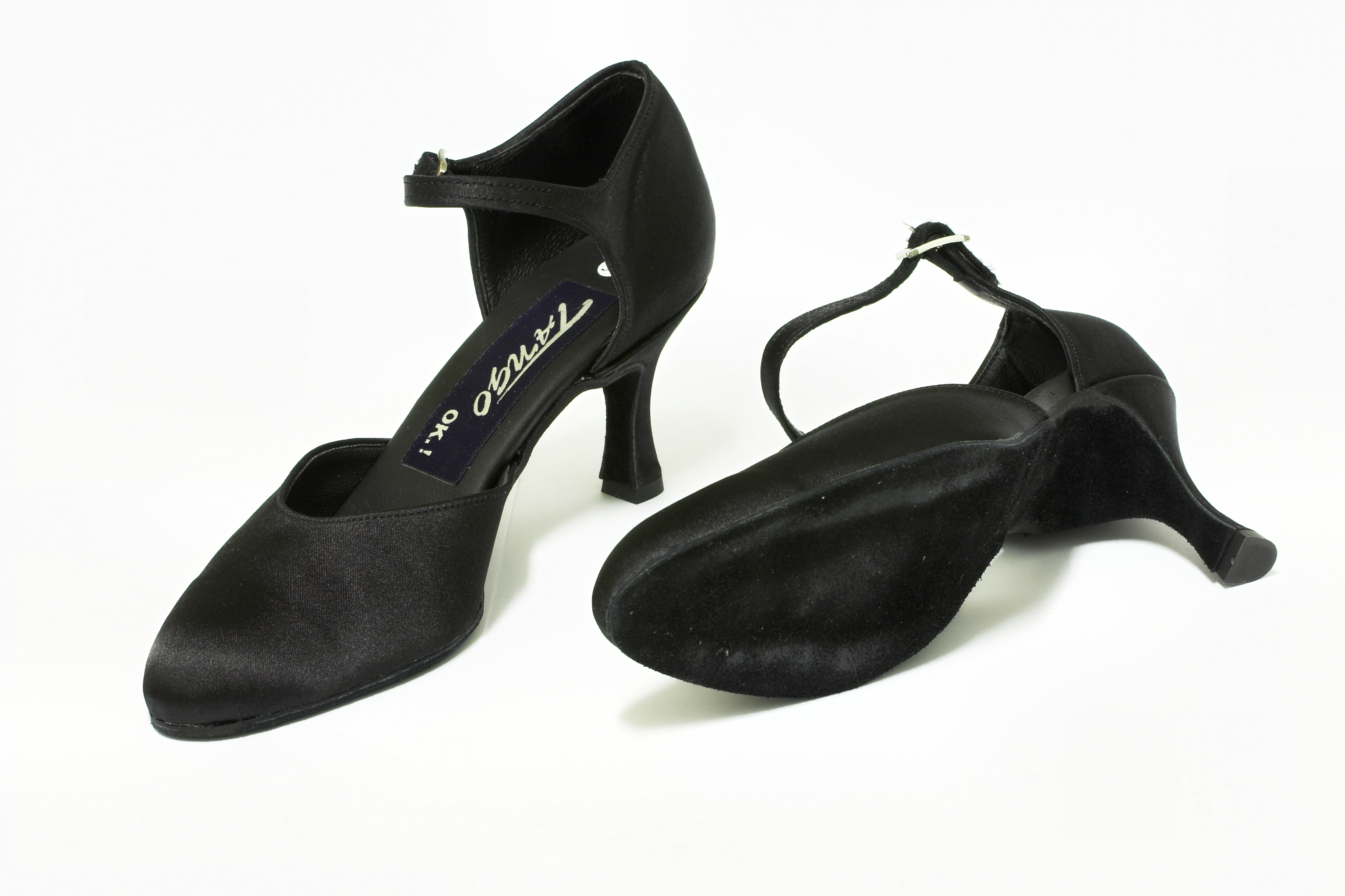
女性用社交ダンス靴
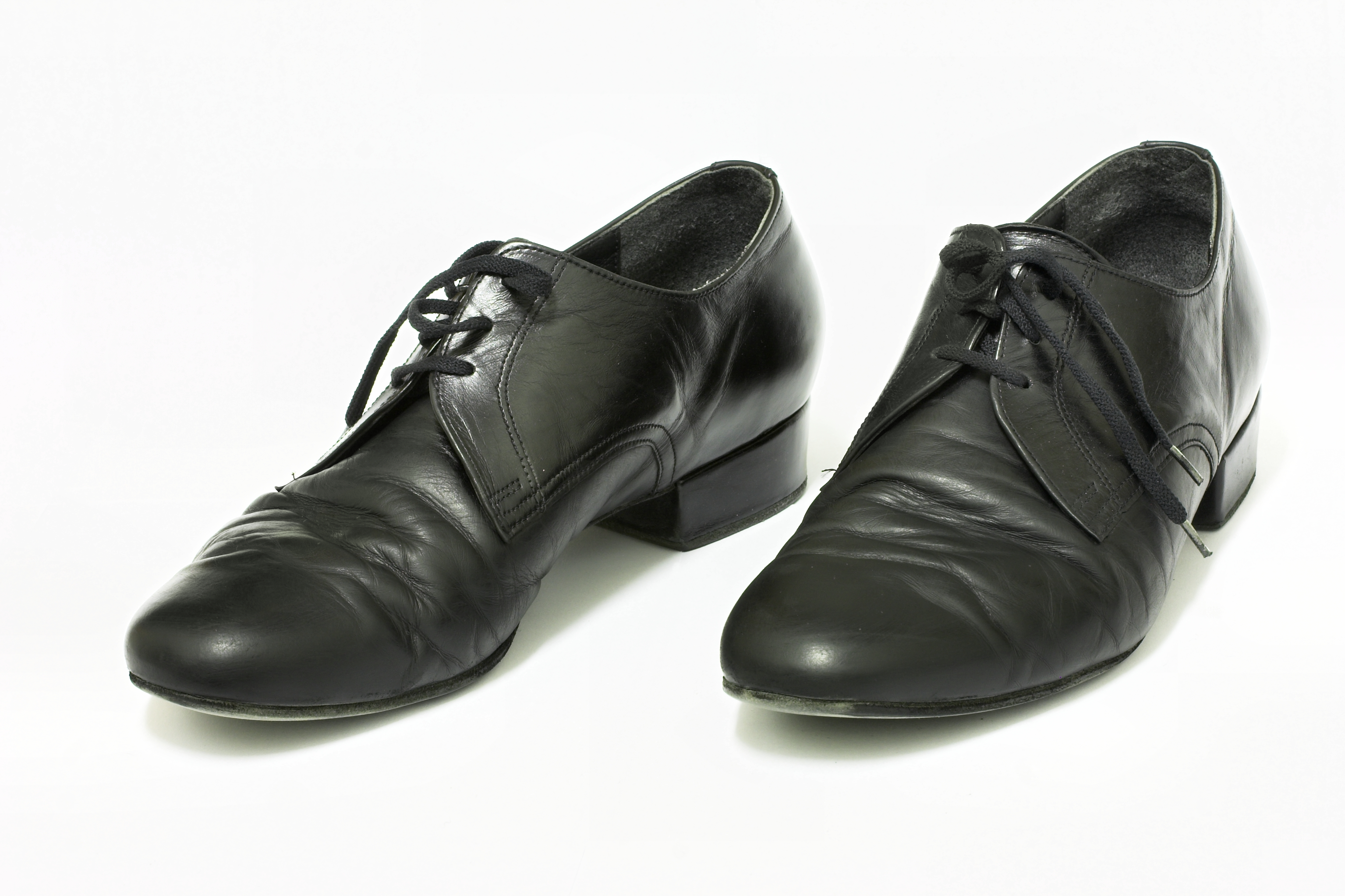
男性用社交ダンス靴
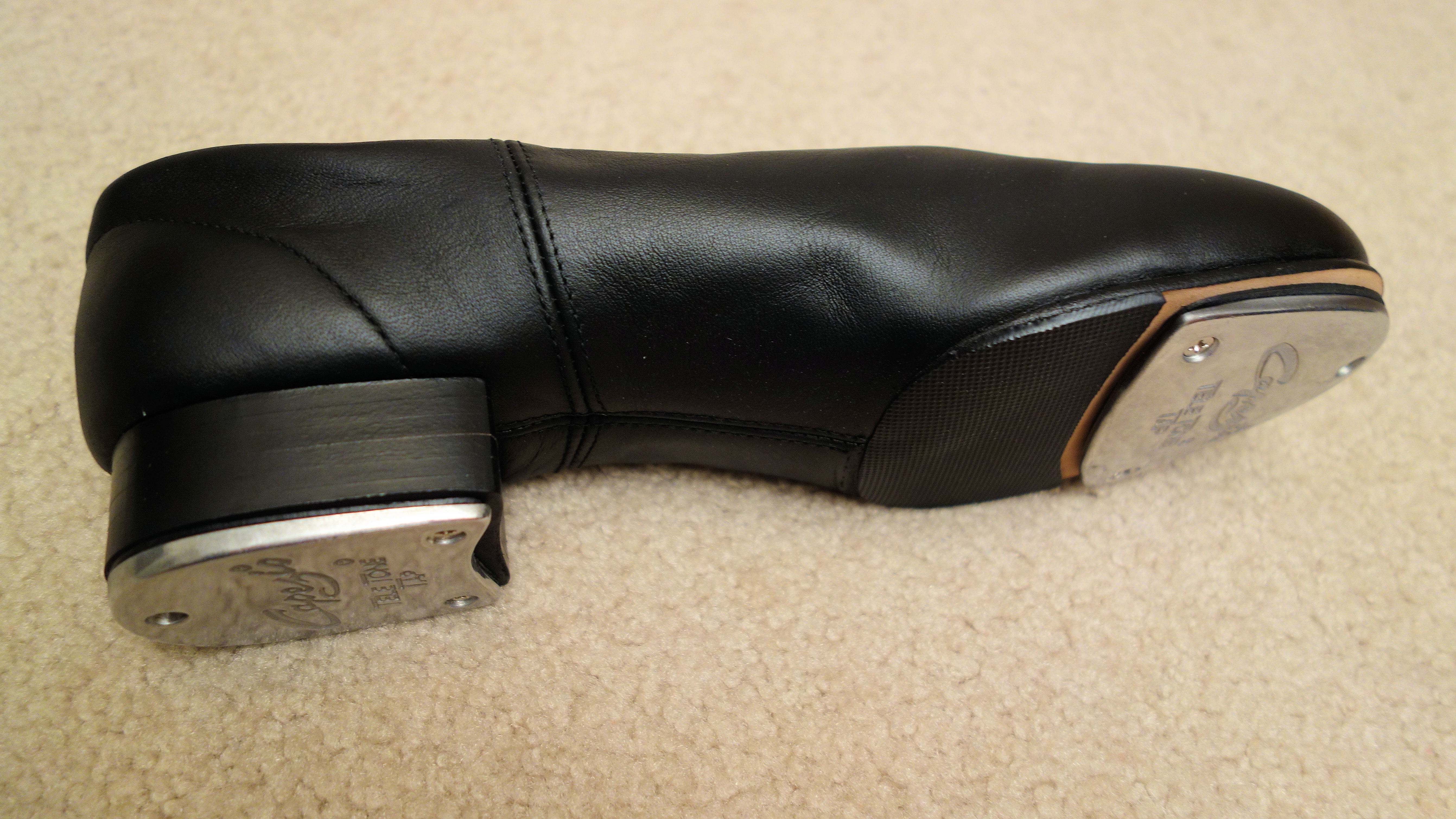
タップシューズ

#### その他の用途
- スニーカー
- 上履き
- シークレットシューズ
- 介護靴
- リハビリ靴

### 時代・民族特有の靴
- 浅沓 - 平安時代の貴族によって好まれた。
- 絲鞋
- 厚底靴
- わらじ
- ワラチ（英語版） - メキシコの伝統的なサンダル
- 下駄
- 懶漢靴

カンフー映画で見掛ける靴、表地は綿、靴底はゴムで出来ている。
- 老北京靴

上記と同じく男性用で紐が無くスリッポンの形をしている。
- 古典刺繍布靴

中国の女性靴。
- 蓮履（英語版）：纏足した女性用の靴。
- チョピン - ベネチア高級娼婦の厚底靴。
- バスキン (靴) - 古代ローマの靴。
- ダックビル・シュー（英語版） ‐ 多指症であったフランス王シャルル8世から始まった15‐16世紀に見られる指先が幅広の靴。
- エスパドリーユ
- Court shoe（英語版）、ドレスブーツ（英語版） ‐ ヨーロッパの上流階級が履く靴。

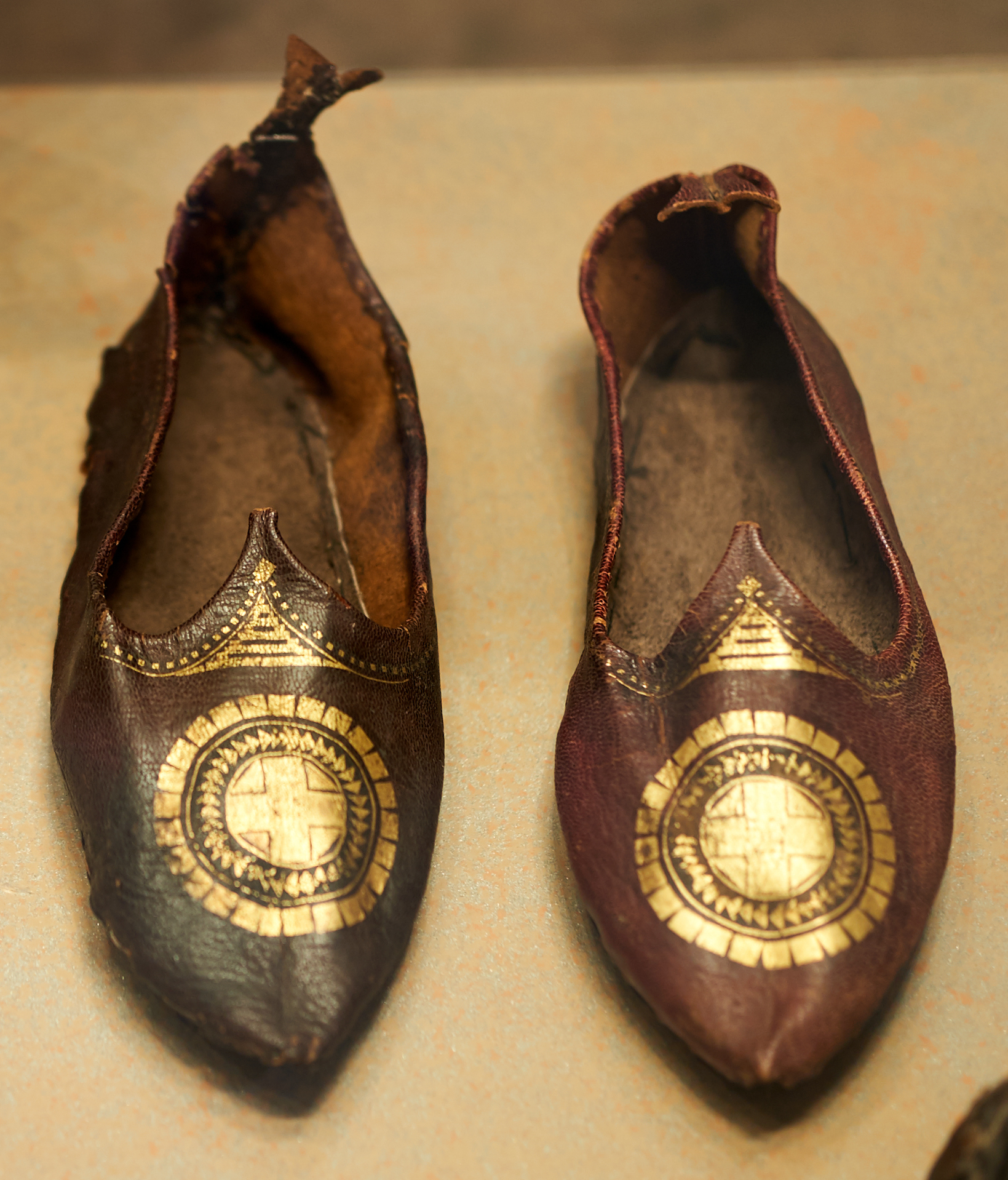
12世紀の西ヨーロッパ、東ローマ帝国で履かれていた。Pigache（英語版）
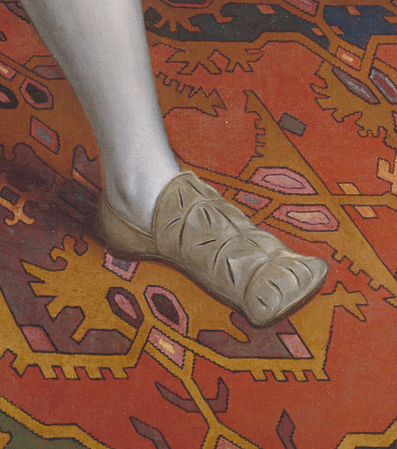
ダックビル・シュー（英語版）
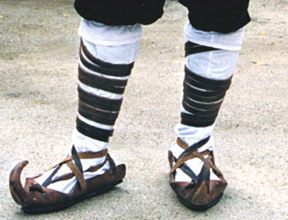
イタリア北部の山間部・バルカン半島などで着用される靴。Ciocia（英語版）
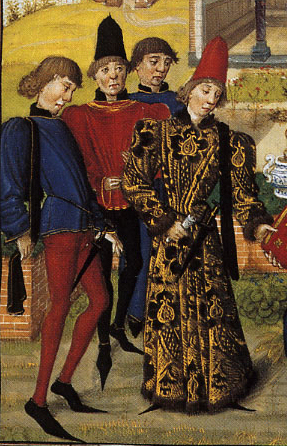
中世の男女関係なく履かれた先がとがった靴。プレーヌ（英語版）
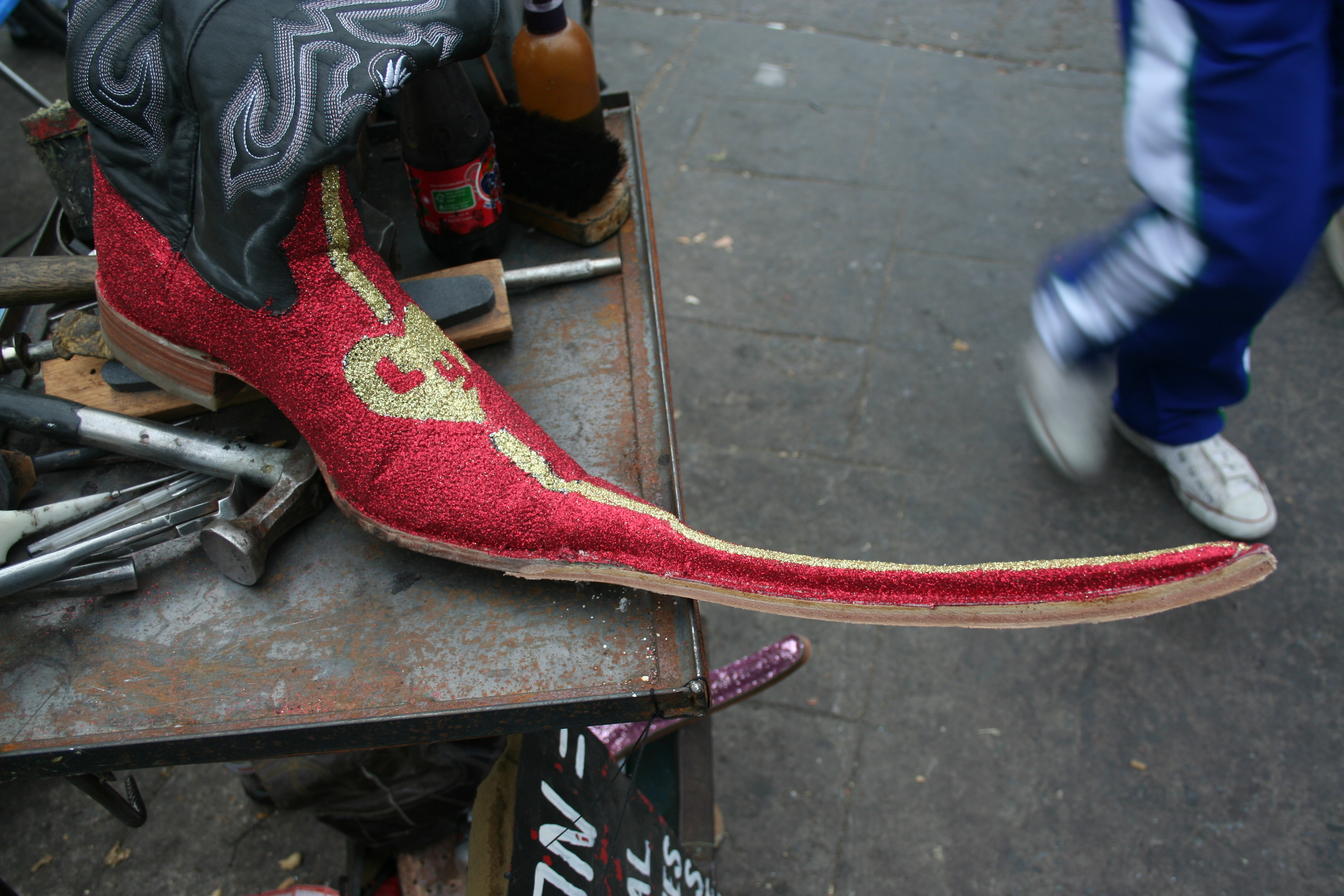
メキシコのマテワラ（スペイン語版）で2002年頃から履き始めた。Botas tribaleras（スペイン語版）

#### 女性用の靴
- パンプス
- メリージェーン
- フラットシューズ
- チャッカーブーツ
- ハイヒール

## 靴のサイズ
靴のサイズについては国ごとに、また男女別で表示方式がかなり異なっている（たとえば日本では25cmの紳士靴に相当するサイズは米国では7、イギリスでは6 1/2、大陸欧州では39、オーストラリアでは6.5）。
靴のサイズの単位に日本では昔、文（もん）があり、2.4cmを表す。詳しくは文 (通貨単位)#長さの単位を参照。

### 足囲と足高
日本において、靴のサイズの伝統的な決め方として「足囲」と「足高」という単位が用いられていた。
- 足囲
  - AAA - A - E - EEE - Gまで、AはAの数が多いほど幅が狭くなる。EはEの数が多いほど、また、アルファベットの順番が遅くなるほど幅が広くなる。
- 足高
  - 24や25など、0．5単位で大きくなるがまれに0．25単位で大きくなる物もある。

## 靴関連の法規
なお、日本では家庭用品品質表示法の適用対象となっており、雑貨工業品品質表示規程に定めがある

## 靴と病気
革靴のような密閉性の高い靴はしばしば外反母趾や足白癬を引き起こす。また足指が動きにくくなることによって種々の疾患や病態の原因となる可能性が指摘されている。
糖尿病では、足に病変がでることから、それに対応する糖尿病用シューズがある。

## 靴と文化

### 風習
- ヨーロッパでは教会などの建物に靴を隠す行為（英語版）がみられる。

- 日本では神仏に履物を奉納したり、何かの節目に住宅などの境目に履物を吊るす行為があり、神の領域などの異界とをつなぐ要素と見られていた[44]。
- 日本では平安時代の沓取りの儀という婿の履いてきた沓を嫁の両親が初夜から餅の祝いの日の三日間抱えて寝る儀式、男性から女性の家に求婚する意思を伝えるために女性の家に沓を送る気配具足などがある[45]。

死者との関係
葬式とも関係が見られ、野辺送りに近親者がはく草履はアッチ草履や金剛草履と呼ばれ、墓地や辻などに脱ぎすててくる習慣がある。また、墓や棺に旅装束として草履を供えたり、逆さ草履などの行為も見られる。
北欧では、ヴァルハラに行けるよう死者の横にヘルスコールという靴が置かれる。
ギリシアでは、靴を家の外に置くと誰かが亡くなったことを示した。
日本で飛び降り自殺者が靴を揃えるというイメージは、テレビによる演出から始まったとされる。

### 侮辱のための道具
アラブ世界では、靴で人（その人を表す絵画や写真や銅像などでも同様）を踏みつける、靴を投げつける、靴で叩くことは、その人に対する最大の侮辱・屈辱行為に当たる。
湾岸戦争の後、イラクのバグダッドにあるアル・ラシードホテルAl Rasheed Hotel入口にはジョージ・H・W・ブッシュ（父）のモザイク画が踏み絵となるように描かれていた（イラク戦争後は米軍によりサダム・フセインのモザイク画に置き換えられた）。
イラク人ジャーナリストのムンタゼル・アル＝ザイディは、バグダッドで行なわれたジョージ・W・ブッシュ大統領の記者会見中、履いていた靴をブッシュに投げつけた。

### 靴投げ・靴とばし
靴投げで、電線や木にかけたりなどが行われる。
そのほか、靴をどれだけ遠くに飛ばせるかのスポーツや、天気占い（下駄占い）などが行われる。
また、侮辱的な行動で靴投げ事件が起きる場合もある。

### 靴を使った遊び
靴隠し（下駄隠し、草履隠し）という鬼ごっこがある。また、バリエーションとして、履物隠し歌を使った遊びなどもある。
パーティーの余興などでの目的で靴をコップ替わりとする行為が行われる。

## 靴関連の職業
- 製靴 - 靴の製造を行う。
- 靴屋 - 靴の販売を行う。
- 靴磨き - 靴を磨いたりメンテナンスを行う。エイブラハム・リンカーンの言葉「大統領でも靴磨きでも世のため人のために働く公僕だ。世の中に卑しい業などない」などにも見られる様に「靴磨き」を生業とする人々は底辺社会・貧困社会のステレオタイプ的な存在であった。これは主に貧しい少年達が露天商として営むことが多かったことに加え、靴磨き作業中は客から常に上から見下ろされる構図であることに起因する。これに転じて「自分の靴すら磨かない」（靴を他人に磨かせる）行為はブルジョワジーや権力者の象徴として表現されることがある。

## 靴関連のアイテム
- 靴下
- 靴べら
- ブラシ
- 靴墨
- シューキーパー
- Shoe-fitting fluoroscopes（英語版） ‐ 靴がフィットしているか確認するレントゲン装置。1920年代から1970年代まで、アメリカ、カナダ、イギリス、オーストラリア、南アフリカ、ドイツ、スイスなどの靴屋に置かれていた[52]。研究でX線の危険性が判明するとともに規制が進み、最終的に導入していた国々で禁止されて姿を消すこととなった。